# Korna pregrada
Korna pregrada je skupna značilnost poznosrednjeveške cerkvene arhitekture. To je bogato okrašena pregrada med korom in ladjo, bolj ali manj odprta s krogovičjem, zgrajena iz lesa, kamna ali kovanega železa. Nad njo se je običajno dvigovalo veliko razpelo, kiparski prikaz Jezusovega križanja. Za korno pregrado so prostor za duhovščino s kornimi klopmi, škofovski prestol in glavni oltar, ki je bil na sprednji strani apside.
Korne pregrade najdemo v cerkvah v mnogih delih Evrope: nemška beseda za to je Lettner, francoska jubé, italijanska tramezzo in nizozemska doksaal. V katoliških deželah so bile na splošno odstranjene med protireformacijo, ko je bila kakršna koli vidna pregrada med laiki in oltarjem pogosto v neskladju z odloki tridentinskega koncila. Korne pregrade so ohranjene v anglikanskih in luteranskih cerkvah. Največ je skupaj s figurami in razpeli ohranjenih v Skandinaviji. V angleških, škotskih in valižanskih stolnicah in samostanskih ter kolegijskih cerkvah sta bili pogosti dve prečni pregradi, korna pregrada z žarkom razpela je bila en obok zahodno od pregrade prižnice, vendar ta ureditev ni nikjer popolnoma ohranjena. V stolnici svetega Andreja v Wellsu je bila srednjeveška ureditev obnovljena v 20. stoletju. Ikonostas v vzhodnih krščanskih cerkvah je vidno podobna ovira, vendar na splošno velja, da ima drugačen izvor, ki izhaja iz starodavne oltarne pregrade ali templona.

## Vloga

### Zgodnjesrednjeveška oltarna pregrada in korna pregrada
Do 6. stoletja je bil oltar krščanskih cerkev v celoti viden cerkveni skupnosti, ločen samo z nizko oltarno ograjo. Velike cerkve so imele nad oltarjem ciborij ali krošnjo na štirih stebrih, s katerega je visela oltarna zavesa, ki so jo zaprli ob nekaterih točkah bogoslužja. Potem pa so po zgledu cerkve Hagija Sofija v Carigradu cerkve začele obkrožati svoje oltarje s stebrišči ali temploni, ki so bili podprti z okrašenim arhitravom, po katerem bi se lahko zavesa spustila pred oltar ob posameznih točkah pri posvetitvi evharistije; oltarni zaslon s široko razmaknjenimi stebri je pozneje postal uveljavljen v vseh glavnih cerkvah v Rimu. V Rimu je bil obredni kor zahodno od oltarne pregrade, in to območje je bilo tudi obdano z rešetkastimi vrati (cancelli) ali nizko korno ograjo, kar je še vedno ohranjeno v rimskih bazilikah, kot sta bazilika svetega Klementa v Lateranu in svete Marije iz Kozmedina, pa tudi baziliki svetega Marka v Benetkah. V vzhodnih cerkvah so se templon in z njim povezane zavese ter okrasje razvili v sodoben ikonostas. V zahodni cerkvi so se vrata razvila v korne klopi in pulpitum ali korno pregrado glavne stolnice in samostanske cerkve; stebrni oltarni zaslon je bil nadomeščen od 10. stoletja dalje, ko so dvignili nadstrešek ali baldahin, pajčolanske zavese nad samim oltarjem.
Cerkve, zgrajene v Angliji v 7. in 8. stoletju, so zavestno posnemale rimske. Enakovredne arkadne kolonade so ohranjene tudi v samostanskih cerkvah iz 10. stoletja v Španiji, kot je samostan San Miguel de Escalada.

### Katolicizem
Liturgična zgodovina je igrala pomembno vlogo pri nastanku motivov za korne pregrade:
- delitev krščanske skupnosti na duhovnike in laike;
- ločitev mednarodne in samostanske cerkve.

Od korne pregrade prebrana liturgična besedila med potekom pridige so lahko bila refren pevskemu koru.
Z naraščanjem običaja velikonočnih iger v 10. stoletju, ki so jih igrali v svetem tednu v cerkvi, in splošnim širjenjem dramskih skrivnosti se je korna pregrada vse bolj vključevala v dramaturgijo. Desno in levo odpiranje vrat naj bi pomenilo pot v raj ali v pekel, na korno pregrado so postavili zbor, ki se je pojavil kot zbor angelov iz raja.
Od 13. stoletja dalje se je pridiga preusmerila na leseno ali kamnito prižnico v prostoru za vernike, zbor pa je prevzel svoje mesto na pevski empori.  S tridentinskimi liturgičnimi reformami neposredno po reformaciji je korna pregrada v katoliški cerkvi v celoti izgubila svojo vlogo. Glavni ali visoki oltar, ki je bil prej običajno na koncu apside, in križni oltar pod korno pregrado sta bila združena v glavni oltar. Z novim glavnim oltarjem je v bogoslužju s stalno prisotnostjo najsvetejšega v tabernaklju pomen izgubila tudi zakramentna hišica, predhodnica tabernaklja. Korna pregrada je postala zastarela in je bila večinoma odstranjena. Od bogatega kiparskega okrasja je predvsem gotska korna pregrada ostala muzejski razstavni predmet.
V Franciji so korne pregrade padle kot žrtve ob nemirih verskih vojn, številne cerkve so bile uničene ter kamen in okrasni deli so bili uporabljeni kot gradbeni material. V nekdanji opatijski cerkvi Notre Dame v Saint-Seine-L'abbaye (Burgundija) je bila gotska korna pregrada prenesena na steno apside.  V Nemčiji je več kornih pregrad ostalo v glavnem v protestantskih cerkvah in so dobile različne nove vloge. Najprej so jih uporabljali za pridige, dokler ni prevladala prižnica. Pogosto je postala prostor za orgle, ki so bile glavni instrument sakralne glasbe, danes je občasno oder za pevski zbor.
Na vzhodnih frizijskih otokih so bile v številnih vaških cerkvah s tremi oboki v 15. stoletju zgrajene mostne strukture, ki so videti kot korne pregrade. Zunanja loka sta zazidana navzgor proti koru in lahko sprejmeta enega ali dva stranska oltarja. Odprt osrednji lok je omogočal pogled na glavni oltar. Po reformaciji so bile na korne pregrade nameščene orgle, tako da jih je skupnost dobro videla in slišala.
- Viollet-le-Duc – kor v opatiji bazilike Saint-Denis v Parizu s korno pregrado, škofovskim prestolom in glavnim oltarjem
- Gotska korna pregrada v Sint Pieterskerku v kraju Löwen (Belgija)
- Hildesheimska renesančna korna pregrada
- Gotska korna pregrada v cerkvi svetega Pantaleona v Kölnu
- Korna pregrada samostanske cerkve St. Remigius, premaknjena s svoje prvotne lege na zahodno stran
- Stopnice na pevski kor na korni pregradi v stolnici v Magdeburgu

### Protestantizem
V protestantizmu je igral vlogo pri nastanku korne pregrade diametralno nasproten vidik kot v katolicizmu. Še posebej v reformiranih cerkvah, ki so nastale v srednjem veku, je kor postal odveč. Ob postavitvi prižnice kot novega središča liturgije, dobro vidne in združene bližje v smislu splošne duhovniške pastorale in kongregacije, se je po reformaciji pogosto pojavila prižnična pregrada. 

## Ikonostas
V cerkvah bizantinskega obreda je kot osrednji element značilna stena s slikami (ikonami) ali ikonostas. Ta je pogosto zamenjala korno pregrado, a dejansko pomeni neodvisen razvoj zgodnjekrščanske korne pregrade kot prostora za ikone.